# Michelle Nolden
Michelle Nolden (* c. 1973 in Brantford, Ontario) ist eine kanadische Schauspielerin.

## Leben und Karriere
Michelle Nolden wurde in der 30 km südwestlich der kanadischen Metropole Toronto gelegenen Stadt Brantford in der Provinz Ontario geboren und wuchs hier auch auf. Nach ihrem Abschluss am St. John’s College absolvierte sie eine Schauspiel- und Tanzausbildung an The Ryerson’s Theatre School in Toronto. Zusätzlich nahm sie privaten Schauspielunterricht bei Uta Hagen, David Rotenberg, Bruce Clayton, Miriam Lawrence, The Actor′s Network und weiteren Institutionen. Mit ihrem Filmdebüt 1998 wurde das Fundament einer umfangreichen Filmografie gelegt. Im deutschsprachigen Raum bekannt wurde Michelle Nolden durch ihr Mitwirken in dem 2007 entstandenen Spielfilm All Hat und dem auf dem Bestsellerroman Die Frau des Zeitreisenden basierenden gleichnamigen Film von 2009, in dem sie die Mutter der von Eric Bana verkörperten Hauptfigur Henry DeTamble spielte. Im 2007 entstandenen Kurzfilm Loonie betätigte sich Nolden erstmals als Drehbuchautorin und Regisseurin. Im April 2012 bekam Nolden die Hauptrolle als Carol in Vincenzo Natalis Mystery-Thriller „Haunter“.
Michelle Nolden ist mit dem Produzenten Chris Szarka verheiratet. Die beiden haben einen gemeinsamen Sohn namens Alex.

## Filmografie (Auswahl)
- 1998–2000: Mission Erde – Sie sind unter uns (Earth: Final Conflict) (Fernsehserie, 6 Folgen)
- 1999: Relic Hunter – Die Schatzjägerin (Relic Hunter) (Fernsehserie, 1 Folge)
- 2001: Nimm dich in Acht (You Belong to Me) (Fernsehfilm)
- 2002: Signals – Experiment außer Kontrolle (Deceived)
- 2002: Men with Brooms
- 2002–2003: Street Time (Fernsehserie, 32 Folgen)
- 2003: Hemingway vs. Callaghan (Fernsehfilm)
- 2004: Safe
- 2005: The Perfect Man
- 2005: Ghost Whisperer – Stimmen aus dem Jenseits (Ghost Whisperer) (Fernsehserie, 1 Folge)
- 2006: Crossing Jordan – Pathologin mit Profil (Crossing Jordan) (Fernsehserie, 2 Folgen)
- 2006–2010: Numbers – Die Logik des Verbrechens (Numb3rs) (Fernsehserie, 15 Folgen)
- 2007: All Hat
- 2009: Zone of Separation – Das Kriegsgebiet (ZOS: Zone of Separation) (Fernsehserie, 8 Folgen)
- 2009: Die Frau des Zeitreisenden (The Time Traveler’s Wife)
- 2010: R.E.D. – Älter, Härter, Besser (Red)
- 2010: St. Roz
- 2010: Rookie Blue (Fernsehserie, 1 Folge)
- 2011: John A: The Birth of a Country
- 2011: Murdoch Mysteries (Fernsehserie, 1 Folge)
- 2011: The Listener – Hellhörig (The Listener, Fernsehserie, 1 Folge)
- 2011: John A.: Birth of a Country (Fernsehfilm)
- 2011–2014: Republic of Doyle – Einsatz für zwei (Republic of Doyle) (Fernsehserie, 16 Folgen)
- 2012: Foxfire: Confessions of a Girl Gang (Foxfire)
- 2012: Covert Affairs (Fernsehserie, 3 Folgen)
- 2012: Flashpoint – Das Spezialkommando (Flashpoint) (Fernsehserie, 1 Folge)
- 2012: Come Dance with Me
- 2012–2013: Nikita (Fernsehserie, 11 Folgen)
- 2012–2017: Saving Hope (Fernsehserie, 57 Folgen)
- 2013: Haunter – Jenseits des Todes (Haunter)
- 2013: Skating to New York
- 2013: Cracked (Fernsehserie, 1 Folge)
- 2013: Carrie
- 2014–2015: Lost Girl (Fernsehserie, 2 Folgen)
- 2015: A Christmas Horror Story
- 2016: Prisoner X
- 2016: The Great Canadian Screen Test (Fernsehfilm)
- 2016: Running for Her Life (Run to Me)
- 2017: Designated Survivor (Fernsehserie, 2 Folgen)
- 2018–2019: Impulse (Fernsehserie, 6 Folgen)
- 2019: Suits (Fernsehserie, 1 Folge)
- 2019: Burden of Truth (Fernsehserie, 6 Folgen)
- 2019: Northern Rescue (Fernsehserie, 10 Folgen)
- 2019: She Never Died
- 2020: October Faction (Fernsehserie, 8 Folgen)
- 2020: The Wedding Planners (Fernsehserie, 7 Folgen)
- 2020: Dein letztes Solo (Tiny Pretty Things, Fernsehserie, 7 Folgen)
- 2021: Die in a Gunfight
- seit 2021: Heartland – Paradies für Pferde (Heartland, Fernsehserie)
- 2023: Fashionably in Love (Fernsehfilm)
- 2023: Country Hearts (Fernsehfilm)
- 2023: Country Hearts Christmas (Fernsehfilm)
- 2024: Sullivan’s Crossing (Fernsehserie)
- 2024: Home Free
- 2025: Hell Motel (Fernsehserie, 3 Folgen)

## Auszeichnungen und Nominierungen
- ACTRA Award
  - 2003: Nominierung als Beste weibliche Nebendarstellerin für Men with Brooms
- Gemini Award
  - 2003: Nominierung als Beste Nebendarstellerin in einer Fernsehproduktion für Hemingway vs. Callaghan
  - 2011: Nominierung als Beste Darstellerin in einer Gastrolle für Rookie Blue